# 남조선대한국민대표민주의원
남조선대한국민대표민주의원(南朝鮮大韓國民代表民主議院) 또는 대한국민대표민주의원(大韓國民代表民主議院), 민주의원이란 미군정기 1946년 2월 14일에 설립된 미군정청의 의회 형식의 입법, 자문기관을 말한다. 미군정은 민주의원을 군정 하의 입법 기관의 형태로 구성하려 하였으나 실패하였다. 초대 의장은 우남 이승만이다.

## 개요
모스크바 3상 회의에서 신탁통치안이 결정되자, 김구등 임시정부계는 즉시 반탁운동을 전개, 2월 1일 비상국민회의를 열었다. 좌익측이 민주주의민족전선 결성을 추진하자 미군정은 비상국민회의의 최고정무위원을 민주의원으로 개편, 군정사령관의 자문기관으로 삼았다. 의장 이승만. 부의장 김구, 김규식이 선출되었고, 좌익계를 제외한 인사들이 총망라되었다.
1946년 3월 20일 서울 중앙청에서 미국군정 지도자와 소련군정 대표단 간에 미소공위가 개최되고 이에 항의해 이승만이 사퇴하자, 김규식이 대리의장을 맡았다. 그러나 이승만은 남한만의 단독정부 수립을 주장하고, 김규식 등은 좌우합작운동을 추진함으로써 민주의원은 사실상 기능이 정지되었다. 그 후신으로 1946년 12월에 남조선과도입법의원이 성립되었다.

## 같이 보기
- 군정기
- 비상국민회의
- 남조선과도입법의원
- 신탁통치 반대운동
- 민주주의 민족전선
- 미소공위